# Bandana, Kentucky
Bandana este o localitate neîncorporată din comitatul Ballard, statul  Kentucky,  Statele Unite ale Americii.  Codul său poștal (cunoscut în Statele Unite ca ZIP code) este 42022.
Bandana este parte a zonei micropolitane statistice, Paducah, ce se îtinde pe teritoriile a două state,  Kentucky și  Illinois.
1. ↑  2010 U.S. Gazetteer Files, accesat în 9 iulie 2020